# Vanwall VW2
La Vanwall VW2 è una monoposto di Formula 1 realizzata dalla scuderia britannica Vanwall per partecipare alla stagione 1956.
La vettura il 5 maggio 1956 con alla guida Stirling Moss vinse il BRDC International Trophy Silverstone, gara non valevole per il campionato di Formula 1.